# Margaret Osborne duPont
Margaret Evelyn Osborne duPont (Joseph, 4 marzo 1918 – El Paso, 24 ottobre 2012) è stata una tennista statunitense.

## Biografia
Vinse due volte l'Open di Francia (singolare femminile) nel 1946 batté Pauline Betz con 1-6, 8-6, 7-5 e tre anni dopo vinse in finale Nelly Adamson-Landry con 7-5, 6-2.
Nel singolare femminile nel torneo di Wimbledon vinse l'edizione del  1947 battendo Doris Hart con 6-2, 6-4 ma negli anni seguenti si trovò di fronte a Louise Brough due volte in finale, nel 1949 e nel 1950 venendo sempre sconfitta. (Avvincente quella del 1949 dove vinse Brough con 10-8, 1-6, 10-8)
All'U.S. Open di tennis singolare femminile, giocò cinque finali vincendone tre di seguito (dal 1948 al 1950) e perdendo le prime due del 1944 e del 1947.
È scomparsa nel 2012 all'età di 94 anni.

## Statistiche

### Tornei dello Slam

#### Vittorie (6)
| Anno | Torneo                  | Avversario in finale | Punteggio       |
| 1946 | French Championships    | Pauline Betz         | 1-6, 8-6, 7-5   |
| 1947 | Wimbledon               | Doris Hart           | 6-2, 6-4        |
| 1948 | U.S. Open(1)            | Louise Brough        | 4-6, 6-4, 15-13 |
| 1949 | French Championships(2) | Nelly Adamson-Landry | 7-5, 6-2        |
| 1949 | U.S. Open(2)            | Doris Hart           | 6-3, 6-1        |
| 1950 | U.S. Open(3)            | Doris Hart           | 6-4, 6-3        |

In coppia vinse un totale di ventidue titoli, fra le sue compagne di gioco Louise Brough Clapp e Sarah Palfrey Cooke con cui vinse solo la prima competizione del 1941. Per quanto riguarda il rank fu fra le prime dieci dal 1946 al 1950 e poi negli anni 1953, 1954, 1956 e 1957, dal 1947 sino al 1950 fu prima.

## Riconoscimenti
- International Tennis Hall of Fame, 1967[3]